# Partido Socialista Húngaro
El Partido Socialista Húngaro (en húngaro: Magyar Szocialista Párt, más conocido por sus siglas MSZP) es un partido político socialdemócrata de Hungría y es miembro del Partido de los Socialistas Europeos.

## Historia
Fue fundado el 9 de octubre de 1989 por militantes del comunista Partido Obrero Socialista Húngaro, único partido legal durante la época de gobierno prosoviético, entre los años 1946 y 1989. De hecho, está considerado como el sucesor del antiguo partido único, si bien se desprendió del sector más inmovilista representado por el Partido Comunista Obrero Húngaro y ha evolucionado ideológicamente hacia la socialdemocracia.
Entre 2002 y 2010 este partido político gobernó en coalición con la Alianza de los Demócratas Libres. Derrotado de forma aplastante en las elecciones de 2010 por la coalición formada entre la Fidesz-Unión Cívica Húngara y el pequeño Partido Popular Demócrata Cristiano (KDNP), hoy encabeza la oposición.
Para las Elecciones parlamentarias de 2014 el Partido Socialista formó una alianza con otros 4 partidos formando la Unidad y Mesterházy fue el candidato para primer ministro, pero de nuevo tuvieron una aplastante derrota frente a la alianza Fidesz-KDNP. Tras esta derrota, la coalición se disolvió.
En las elecciones al Parlamento Europeo de 2014 el MSZP obtuvo su peor resultado desde las elecciones de 2004, ocupando el tercer puesto (siendo superado por el populista Fidesz y el partido de extrema derecha Jobbik) y obteniendo solo el 10% de los votos. Tras los desastrosos resultados, Mesterházy y todos los directivos del partido renunciaron a sus cargos. Su actual líder es József Tóbiás.

## Eslóganes electoral
- 1994: A megbízható megoldás - Természetesen IGEN. (La solución confiable! Claro que SÍ.)
- 1998: Esély, Növekedés, Biztonság! (Posibilidad, Crecimiento y Seguridad!)
- 2002: Létbiztonság, Jogbiztonság, Közbiztonság! (Seguridad existencial, Seguridad jurídica, Seguridad pública!)
- 2006: IGEN- Gyurcsány Ferenc Magyarországért. Önért. (SÍ - Ferenc Gyurcsány por Hungría y por Usted!)
- 2010: Nagy a tét! (Se depende mucho!)
- 2014 (como parte de la coalición del centro izquierda Unidad 2014): A változáshoz Te is kellesz! (Por el avance  te necesitamos también a Ti!)
- 2018: Tegyünk igazságot! ; Elszántság. (Hagamos justicia!; Persistencia!)

## Presidentes del partido
|   | Imagen | Nombre                  | Inicio                  | Final                   | Duración en el cargo      |
| - | ------ | ----------------------- | ----------------------- | ----------------------- | ------------------------- |
| 1 |        | Rezső Nyers             | 9 de octubre de 1989    | 27 de mayo de 1990      | 7 meses, 18 días          |
| 2 |        | Gyula Horn              | 27 de mayo de 1990      | 5 de septiembre de 1998 | 8 años, 3 meses, 9 días   |
| 3 |        | László Kovács           | 5 de septiembre de 1998 | 16 de octubre de 2004   | 6 años, 1 mes, 11 días    |
| 4 |        | István Hiller           | 16 de octubre de 2004   | 24 de febrero de 2007   | 2 años, 4 meses, 8 días   |
| 5 |        | Ferenc Gyurcsány        | 24 de febrero de 2007   | 5 de abril de 2009      | 2 años, 1 mes, 12 días    |
| 6 |        | Ildikó Lendvai          | 5 de abril de 2009      | 10 de julio de 2010     | 1 año, 3 meses, 5 días    |
| 7 |        | Attila Mesterházy       | 10 de julio de 2010     | 29 de mayo de 2014      | 3 años, 10 meses, 19 días |
| – |        | László Botka (Interino) | 31 de mayo de 2014      | 19 de julio de 2014     | 49 días                   |
| 8 |        | József Tóbiás           | 19 de julio de 2014     | 25 de junio de 2016     | 1 año, 11 meses, 6 días   |
| 9 |        | Gyula Molnár            | 25 de junio de 2016     | En el cargo             |                           |

## Resultados electorales

### Asamblea Nacional
| Asamblea Nacional | Asamblea Nacional | Asamblea Nacional | Asamblea Nacional   | Asamblea Nacional   | Asamblea Nacional | Asamblea Nacional | Asamblea Nacional   |
| Elecciones        | # de votos lista  | % de votos lista  | # de votos distrito | % de votos distrito | # de de escaños   | +/–               | Posición            |
| ----------------- | ----------------- | ----------------- | ------------------- | ------------------- | ----------------- | ----------------- | ------------------- |
| 1990              | 534.897           | 10,89 % (#4)      | 504.995             | 10,18 % (#4)        | 33/386            |                   | Oposición           |
| 1994              | 1.781.867         | 32,99 % (#1)      | 1.689.081           | 31,27 % (#1)        | 209/386           | 176               | Coalición con SZDSZ |
| 1998              | 1.446.138         | 32,25 % (#1)      | 1.332.412           | 29,82 % (#1)        | 134/386           | 75                | Oposición           |
| 2002              | 2.361.997         | 42,05 % (#1)      | 2.319.193           | 41,23 % (#1)        | 179/386           | 45                | Coalición con SZDSZ |
| 2006              | 2.336.705         | 43,21 % (#1)      | 2.329.931           | 43,11 % (#1)        | 190/386           | 11                | Coalición con SZDSZ |
| 2010              | 989.609           | 19,30 % (#2)      | 1.087.097           | 21,28 % (#2)        | 59/386            | 131               | Oposición           |
| 20141             | 1.290.806         | 25,57 % (#2)      | 1.317.879           | 26,85 % (#2)        | 29/199            | 30                | Oposición           |
| 20182             | 682.602           | 11,91 % (#3)      | 622.458             | 11,22 % (#3)        | 17/199            | 12                | Oposición           |
| 20223             | 1.947.117         | 34,46 % (#2)      | 1.983.708           | 36,90 % (#2)        | 10/199            | 7                 | Oposición           |

1Como parte de la alianza "Unidad"; El MSZP concurrió a las elecciones junto a las formaciones políticas Juntos 2014 (E14), Coalición Democrática (DK), Diálogo por Hungría (PM) y el Partido Liberal Húngaro (MLP).

2En alianza con el partido Diálogo por Hungría (Párbeszéd).
3En la coalición Unidos por Hungría.

### Parlamento Europeo
| Elecciones | # de votos | % de votos | # de escaños | +/- | Notas |
| ---------- | ---------- | ---------- | ------------ | --- | ----- |
| 2004       | 1.054.921  | 34,3 (#2)  | 9/24         |     |       |
| 2009       | 503.140    | 17,37 (#2) | 4/22         | 5   |       |
| 2014       | 252.751    | 10,9 (#3)  | 2/21         | 2   |       |
| 2019       | 229.551    | 6,6 (#4)   | 1/21         | 1   |       |